# Nambiar
Pour le musicien, voir Kay Nambiar.
Nambiar (Nambiyar, Nambier; en malayalam നമ്പ്യാർ (Nambyār)) est un titre de caste parmi les Nairs du Malabar dans le nord du Kerala, en Inde, et également d'un groupe beaucoup plus réduit de membres de la caste malayalophones des brahmanes Ambalavasi. Si certaines populations Nairs ont pris le nom de Nambiar dans le nord du Kérala, d'autres ont pris le nom d'Unnithan dans le sud de l'état. 
De nombreux membres de cette communauté Nair ont été des jenmi dans la région du Malabar, c'est-à-dire des membres de l'aristocratie terrienne du Kerala. 
Jusqu'au début du XXe siècle, les Nambiars du Malabar du Nord se considéraient supérieurs à leurs homologues du Malabar du Sud. Ainsi il était tabou chez les femmes Nambiar, comme parmi la plupart des femmes des clans Nair du nord de Malabar, d'épouser les hommes Nair du sud de Malabar.